# نوو دونگنوو
نوو دونگنوو (به لاتین: Nowy Duninów) یک روستا در لهستان است که در گمینا نوو دونگنوو واقع شده‌است.